# Langgasser Tor

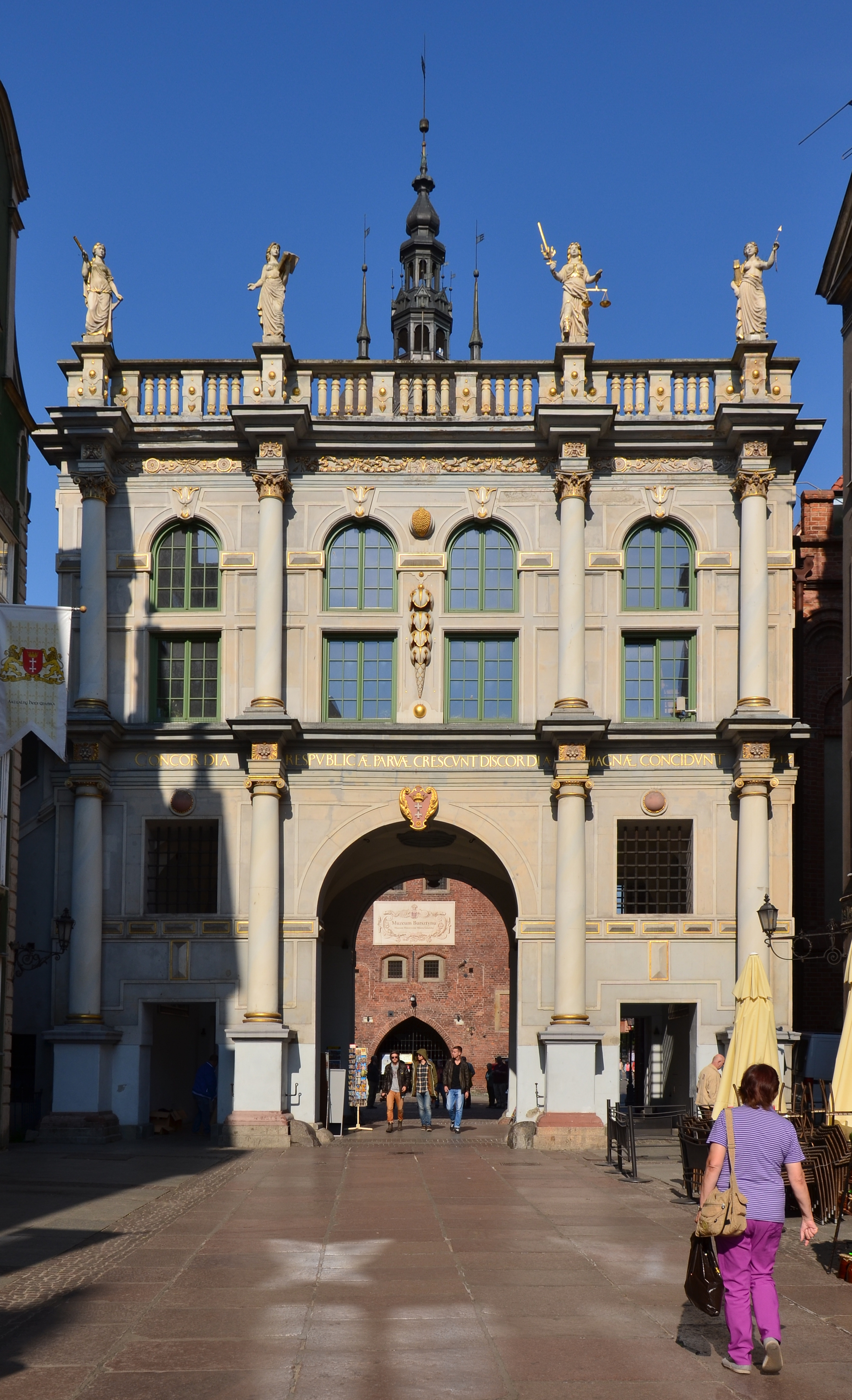
Langgasser Tor von der Langgasse aus gesehen;
die Turmspitze in der Mitte gehört zum dahinter stehenden Stockturm.

Das Langgasser Tor in Danzig (auch Goldenes Tor, poln. Złota Brama) liegt am westlichen Ende der Danziger Langgasse.

## Geschichte

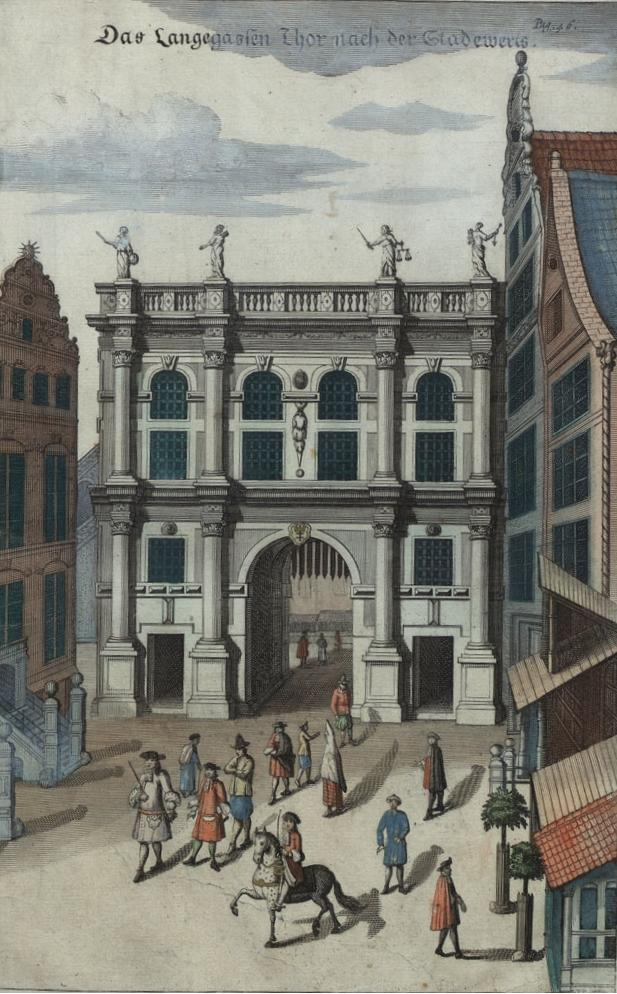
Langgasser Thor auf einer Illustration in Reinhold Curicke, ein Werk über die Geschichte der Stadt Danzig aus dem Jahre 1687

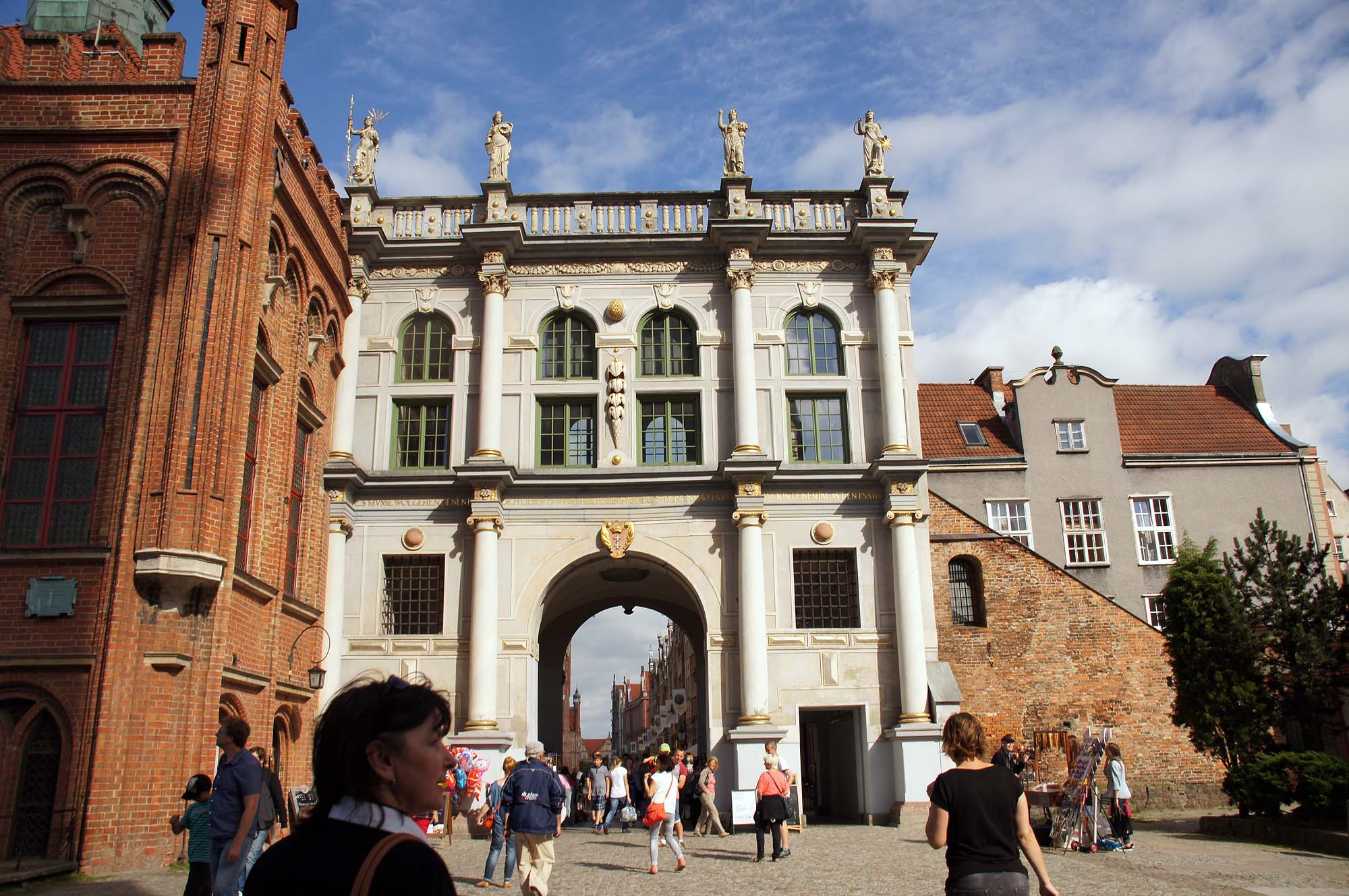
Westseite des Tores

Das Stadttor wurde in den Jahren 1612–1614 nach einem Entwurf von Abraham van den Blocke gebaut, zuvor stand an dieser Stelle ein gotisches Tor aus dem 13. Jahrhundert. Im Zweiten Weltkrieg wurde das Tor weitestgehend zerstört und erst 1957 wieder aufgebaut.

## Architektur
Die Architektur ist im Stil des flämischen Manierismus gehalten. Direkt daneben befindet sich der spätgotische Sitz der St. Georg-Bruderschaft (Dwór Bractwa św. Jerzego).
Auf beiden Seiten hat Jeremias Falck im Jahre 1648 jeweils vier Statuen angebracht. Die Figuren auf der Westseite/Außenseite symbolisieren: Pax (Frieden), Libertas (Freiheit), Fortuna (Reichtum) und Fama (Ruhm). Auf der Ostseite (von der Langgasse her) stehen die Symbolfiguren für: Concordia (Eintracht), Iustitia (Gerechtigkeit), Pietas (Frömmigkeit) und Prudentia (Weisheit).
In die Friese auf der Vorderseite ist ein Zitat aus dem Psalm 122 eingemeißelt: „Es müsse wohl gehen denen, die dich lieben. Es müsse Friede sein inwendig in deinen Mauren und Glück in deinen Palästen!“
In lateinischer Sprache steht auf der der Langgasse zugewandten Seite: „Concordia res publicæ parvæ crescunt – discordia magnæ concidunt.“ (Durch Eintracht gedeihen kleine Staaten; durch Zwietracht gehen große zugrunde). Es handelt sich hierbei um ein abgewandeltes Zitat aus Sallusts „Bellum Igurthinum“ (10,6): „…concordia parvae res crescunt, discordia maximae dilabuntur.“ Bei genauem Hinsehen stellt man allerdings fest, dass am Tor statt des Ablativs „discordia“ falsch „discordiae“ zu lesen ist.